# Chișcău, Bihor
Chișcău (în maghiară Kiskoh) este un sat în comuna Pietroasa din județul Bihor, Crișana, România. Localitatea este situată la poalele Munților Bihorului, fiind străbătută de râul Crăiasa.
Toponimia numelui vine din maghiară, însemnând micul cuptor (kiss=mic, koh=cuptor), fiind atestat documentar cu acest nume încă din 1588, sau cu numele de Alsokoh (cuptorul de jos), în acea perioadă funcționând aici o topitorie de fier. 

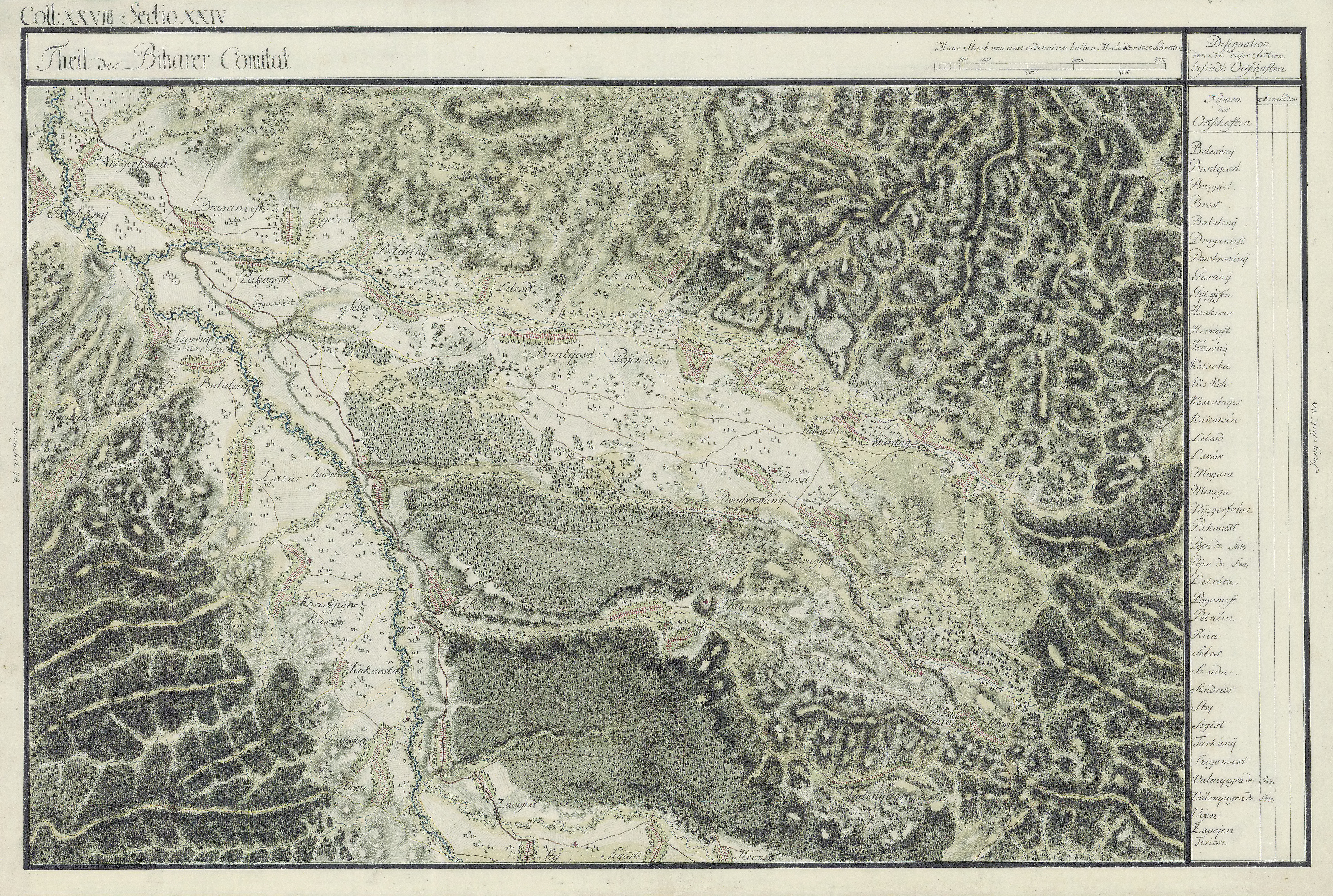
Chișcău în Harta Iosefină a Comitatului Bihor, 1782-85

## Turism
- Peștera Urșilor (1,0 ha), situată în localitatea Chișcău în sud-estul județului Bihor, la poalele Munților Bihorului-Vlădeasa, este un punct turistic de mare valoare. Partea vizitabilă, lungă de peste 1.500 m, adăpostește importante oseminte de „Ursus spaeleus”; amenajată la standarde moderne, peștera uimește și încântă prin frumusețea sa, de-a lungul celor trei galerii principale: galeria "Oaselor", Galeria "Emil Racoviță" și Galeria "Lumânărilor".
- Situată la granița de vest a Parcului Național Apuseni, într-un încântător decor natural, localitatea oferă un acces facil la frumusețile acestuia.
- Alte puncte de atracție turistică aflate în apropiere: Muzeul Etnografic "Flutur Aurel", Valea Sighiștelului, Biserica de lemn din Brădet, Muntele Țapu și Groapa Ruginoasa, Cheile Galbenei, Platoul Padiș.

## Acces
- Pe DN-76 (Oradea-Deva), cu derivație la km 86 în comuna Sudrigiu.
- Pe DJ-763, 14 km (șosea asfaltată) până în satul Chișcău.

## Ocupații
- Turism
- Industria lemnului
- Piscicultură (în localitate funcționează o păstrăvărie)
- Agricultură

## Imagini

Panorama Chișcău
Vedere panoramică de la fosta carieră de marmură
Gruiu, cu intrarea în Peștera Urșilor și partea de sus a satului
Chișcăul văzut de pe culmea Ferecarului